# Николаев, Павел Никитич
Павел Никитич Николаев (1837—1895) — российский государственный деятель, сенатор. Действительный тайный советник (1890). Член Государственного совета Российской империи (1887).

## Биография
Родился 19 января 1837 года.  В службе и в классном чине в министерстве финансов с  1856 года после окончания Александровского лицея, с серебряной медалью. 
В 1868 году  произведён в действительные статские советники с назначением управляющим Отделением частных горных заводов и золотых промыслов Горного департамента.  В 1878 году  произведён в тайные советники с назначением товарищем управляющего Государственного банка и членом Совета министра финансов. 
С 1887 года член Государственного совета Российской империи. С 1888 года  товарищ министра финансов Н. Х Бунге. В 1890 году произведён в действительные тайные советники. С  1893 года член Департамента государственной экономии Государственного совета и одновременно сенатор Правительствующего сената.
Был награждён всеми российскими орденами вплоть до ордена Святого Александра Невского с бриллиантовыми знаками пожалованные ему 1 января 1895 года.
Умер 2 октября 1895 года в Санкт-Петербурге.